# Alan Kerže
Alan Kerže (Osijek, 1972.), dipl. iur., hrvatski sportski djelatnik i publicist. 
Surađivao je na monografijama "Najvažnija utakmica" (2001.), "Olimpija, simbol Donjega grada, 1923. – 2003." (2004.) i "Naprijed naši Bijelo-plavi, 1947. – 2007." (2007.) Koautor je monografija "Kuća osječko-baranjskog nogometa, 1924. – 2004." (2005.), "Pola stoljeća Sportaša godine" (2008.) i "Od SOFK-e do Zajednice" (2011.) uz svoga oca  Dragutina Keržea. Višegodišnji je autor i urednik "Osječko-baranjskog sportskog godišnjaka" (2006. →).